# Москва 2042
«Москва 2042» — сатирический роман-антиутопия Владимира Войновича, написанный в 1986 году. Первая публикация — в 1987 году, в издательстве Ardis Publishers (Анн-Арбор, США).
Автор изобразил гипотетический путь развития современного ему Советского Союза — сперва всё более нищий коммунизм, разрешивший и поставивший себе на службу искажённую версию православия (в которой вместо Бога славится вождь страны), а затем — ультраправый переворот, в котором к власти приходят черносотенцы во главе с очевидной аллюзией на Солженицына.

## Сюжет
Главный герой книги — писатель-диссидент Виталий Никитич Карцев, прототипом которого является сам Войнович (повествование идёт от первого лица): бывший член Союза писателей, за свою диссидентскую деятельность лишённый партийного билета, а впоследствии и советского гражданства, выдворенный из страны в ФРГ.
В разговоре за кружкой пива со своим немецким приятелем Руди Карцев узнаёт, что мюнхенское турагентство предоставляет необычную услугу: возможность отправиться в путешествие во времени на специальном сверхсветовом космоплане — машине времени. Писатель решает отправиться в Москву будущего, чтобы узнать, что же стало с Советским Союзом, а один американский журнал вызывается спонсировать эту поездку стоимостью более 4,5 миллионов марок за подробный репортаж о путешествии. В Москве 2042 года Карцева встречают как национального героя: его ставят в один ряд с выдающимися писателями прошлого с присвоением имени Классик, торжественно готовятся к проведению его 100-летнего юбилея, к массовому изданию готовится его книга.
От встречавших его важных лиц писатель узнаёт, что в Москве впервые в истории построен «самый настоящий коммунизм» в одном отдельно взятом городе. Первая в мире Московская Коммунистическая Республика (Москореп) существует в пределах Большой Москвы и окружена тремя т. н. «кольцами враждебности», которыми названы соответственно разбитая на «сыновние республики» остальная территория страны, братские соцстраны и капиталистический прочий мир. При этом сам Москореп также делится на три «кольца коммунизма» (именуемые на коммунянском жаргоне как «каки»), где сосредоточены коммуняне соответственно повышенных потребностей, общих потребностей и самообеспечиваемых потребностей (последним разрешается восполнять неудовлетворённые потребности в еде за счёт выращивания на балконах овощей и мелкого скота). От остальной территории страны, где остался социалистический строй, Москореп отделён шестиметровой оградой с колючей проволокой и автоматическими стреляющими установками.

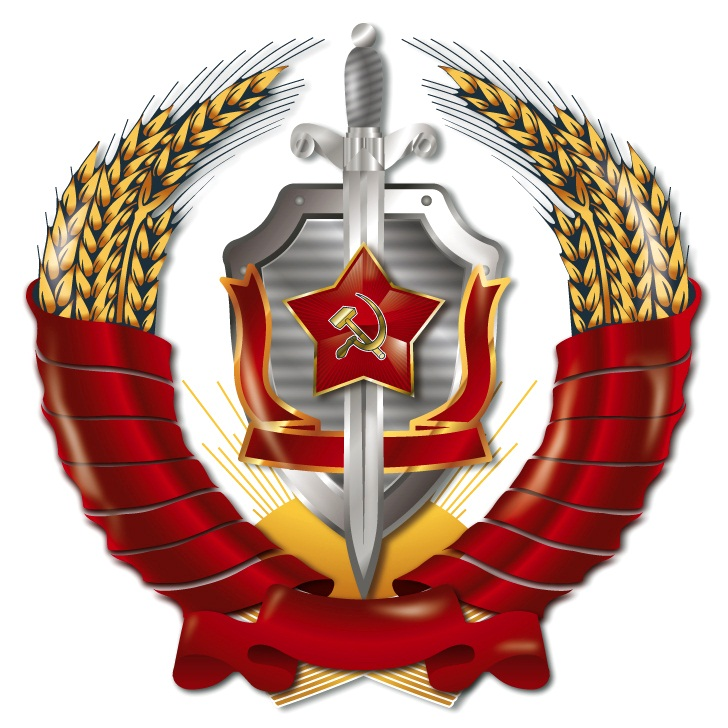
КПГБ СССР — Коммунистическая Партия Государственной Безопасности Союза Советских Социалистических Республик

Однако очень скоро выясняется, что коммунизм, построенный в Москорепе, совершенно не такой, каким его предсказывали в прошлом, более того, несмотря на то что нынешний вождь страны — Гениалиссимус (объединение званий Генералиссимуса, Генерального секретаря ЦК КПГБ и Гения) — пришёл к власти в результате «заговора молодых разгневанных генералов КГБ» и Великой Августовской коммунистической революции, а члены Верховного Пятиугольника открыто ругают пороки развитого социализма (и сваливают свои «временные трудности» на тяжёлое наследие «культистов, волюнтаристов, коррупционистов и реформистов»), московскому коммунизму присущи, причём часто доведённые до абсурда и гротеска подобно «военному коммунизму» в революционной России и казарменно-аграрному «коммунизму» в Демократической Кампучии «красных кхмеров», все те недостатки, которые были и при социализме: неравенство граждан, номенклатурная привилегированность отдельных слоёв населения, геронтократия, культ личности Гениалиссимуса, забюрократизированность, милитаризированность, доносительство, политическая цензура и самоцензура, хотя существуют элементы имитационной демократии и свободы, например, в виде «вольных» выступлений в «меобскопах» (места общественного скопления) и в подобии интернета (в котором всё написанное не публикуется — исходящие от компьютеров линии оканчиваются заглушками) и т. д.
При этом, не говоря уже о находящейся за гранью выживания остальной территории страны, даже московское коммунистическое общество оказывается невероятно одичалым и бедным даже в сравнении со знакомыми Карцеву советскими реалиями: Москва во многом перестроена и примитивна, совершившие преступления, больные, не сдавшие экзамены коммуняне высылаются в первое кольцо враждебности, браки разрешаются на продлеваемые четырёхлетия только по представлению властей и завершаются в 50 лет, для экономии газеты печатаются на рулонах туалетной бумаги, граждане летом носят короткие штаны и юбки в целях экономии ткани, а в офисах работают голыми по пояс для меньшего изнашивания одежды, они стригутся наголо и сдают волосы, секс-обслуживание производится в государственном публичном доме имени Н. К. Крупской и передвижных пунктах секс-услуг.
Питаются «первичным продуктом» (суррогаты из брюквы, лебеды, рыбной муки и т. п.) в «прекомпитах» (предприятия коммунистического питания из бывших столовых), а промтовары получают в «пукомрасах» (пункты коммунистического распределения по месту работы) «в пределах полного удовлетворения» по талонам, которые выдаются за обязательную сдачу «вторичного продукта» (нечистоты-экскременты, экспортируемые Советским Союзом на Запад как биотопливо взамен растраченных нефти и газа) в «кабесотах» (кабинеты естественных отправлений). «Но хорошо ли смеяться над нищими?» — строго спрашивает у Карцева сам заместитель Гениалиссимуса по БЕЗО (то есть по госбезопасности).
Произошло полное сращение партии и спецслужб, и сама партия называется КПГБ — Коммунистическая партия государственной безопасности. Все сферы деятельности мобилизованы и военизированы — существуют литературная, воспитательная и др. службы с системой воинских званий, в качестве транспорта часто используются бронетранспортёры и т. д. Всем коммунянам в обязательном порядке с детства и далее в «предкомобах» (предприятия коммунистического обучения) вменяется любовь к Гениалиссимусу, его творениям, идеям и заслугам (в т. ч. в некоей Великой Бурят-Монгольской войне), однако сам Председатель Верховного Пятиугольника, Верховный Главнокомандующий, Генеральный секретарь ЦК КПГБ, Председатель КГБ и Патриарх Всея Руси Гениалиссимус (который некогда имел не упоминаемое ныне имя Алексей Букашев и который оказался одноклассником Карцева) на самом деле не обладает такой большой властью, как может показаться на первый взгляд — его именем правят его бывшие соратники по Августовской революции из Редакционной Комиссии, Верховного Пятиугольника и БЕЗО, а Гениалиссимус давно отошёл от дел и сейчас живёт на своём космическом корабле, на котором ранее совершал бесконечные инспекционные поездки по стране. Москорепом и страной фактически управляют другие члены Верховного Пятиугольника — Председатель Редакционной Комиссии Горизонт Тимофеевич Разин, первый заместитель Гениалиссимуса по БЕЗО, Главный Маршал Москорепа (также пятижды Герой Москорепа, Герой Коммунистического труда) Берий Ильич Взрослый (аллюзии на Берию и Брежнева), Главкомпис (главный коммунистический писатель), председатель Творческого Пятиугольника, генерал-лейтенант литературной службы Коммуний Иванович Смерчев (аллюзия на СМЕРШ), первый заместитель Главкомписа по БЕЗО, генерал-майор БЕЗО Дзержин Гаврилович Сиромахин (аллюзия на Дзержинского), первый заместитель Главкомписа по политическому воспитанию и пропаганде, генерал-майор политической службы Пропаганда Парамоновна Коровяк, первый заместитель Главкомписа по духовному окормлению, генерал-майор религиозной службы Отец Звездоний. В новой системе оказалась востребованной церковь, которая получила все блага в обмен на одну только «мелочь» — отказаться от Бога и заменить его Гениалиссимусом. При этом государственно-религиозная система базируется на Пятиединстве народности, партийности, религиозности, бдительности и госбезопасности, среди коммунян существуют обряды приветствия «Слава Гениалиссимусу» и перезвездения (вместо перекреститься ранее), Священное писание оказывается якобы творением Гениалиссимуса, в фактически возглавляемой Отцом Звездонием новой коммунистической церкви также существуют воинские звания, а Маркс, Энгельс, Ленин канонизированы и вместе с «первым коммунистом» Христом и Гениалиссимусом повсеместно славятся и портретируются.
Оказывается, однако, что большинство жителей Москорепа, выражая почтение и любовь к законам коммунистической республики, на самом деле в душе ненавидят коммунизм и являются скрытыми «симитами» — почитателями писателя Сима Симыча Карнавалова (аллюзия на Солженицына) — писателя-диссидента, современника автора, приверженца монархии и противника коммунизма, который ещё в прошлом веке был насильственно (выброшен из самолёта) выслан из Советского Союза и, проживая на Западе, воспользовался возможностями эксперимента американского учёного по криозамораживанию живых существ, чтобы через 60 лет «воскреснуть» и вернуться в Россию для установления там монархической формы правления.
В финале, после восстания коммунян и торжественного вступления в Москву на белом коне размороженного на Западе Карнавалова, фактически происходит просто замена одной формы диктатуры и культа личности на другую (на это указывает диалог автора с бывшим генералом безопасности, который, переименовавшись из Дзержина Гавриловича в Дружина Гавриловича, остался при своих обязанностях и объясняет, что такие, как он, всегда будут востребованы, поскольку кому-то надо охранять завоевания любых революций). Страна объявляется не менее жёстко централизованной Единой и Неделимой Империей, включающей также восточноевропейские соцстраны (Польшу, Румынию и Болгарию); вместо деления на республики административными единицами Империи становятся губернии. Из указов новоиспечённого Императора и Царя Серафима также можно составить представление о воцарившейся в стране ретроградной средневековой феодальной автократии c живой тягловой силой вместо автотранспорта, изучением Закона Божьего вместо наук, телесными наказаниями, ношением бород мужчинами, домостроем и т. п. (аллюзивные ассоциации выводят на Салтыкова-Щедрина, где последний градоначальник города Глупова «въехал на белом коне, сжёг гимназию и упразднил науки», и на уже упоминавшегося Солженицына, который, несмотря на указанное Войновичем их различие с Карнаваловым, также был сторонником восстановления буквы ять в русском алфавите).

## Оценка Войновичем соотношения Москорепа и современности
По мнению самого Войновича, многое из того, что он описал в романе, осуществилось в современности:

Я описывал то будущее, которое — я надеялся — никогда не наступит, поскольку это была не утопия, а антиутопия. А теперь действительность, кажется, уже превосходит то, что я там написал. У меня там правит КПГБ — Коммунистическая партия государственной безопасности, и ещё там есть пятиединство: государственность, безопасность, религиозность… Я слышал не раз, что нашего патриарха, кстати, называют отец Звездоний. Но та глупость и пошлость, которая становится сейчас знаменем нашего времени, — этого ожидать было невозможно. Издаются какие-то дурацкие законы, идут какие-то чудовищные суды, вот этот пресловутый суд над Pussy Riot… Это всё превосходит любую, даже ненаписанную, сатиру.

## Дерьмократия
В книге «Москва 2042» употребляется слово «дерьмократия». Через 27 лет, готовя переиздание «Москвы 2042», Войнович в предисловии рассказывал, что забыл об этом факте и узнал о нём только при перечитывании текста:

Перечитывая текст, я споткнулся на сказанном одним из персонажей слове «дерьмократия» и удивился. Я-то думал, что оно из лексикона более позднего времени, и полез в Википедию. Прочёл: «Дерьмократия — оскорбительно-бранный термин публицистики… Одним из первых начал его употреблять леворадикальный политик и публицист Юрий Мухин…» Но там же замечено: «Встречается в написанной в 1986 году книге Владимира Войновича „Москва 2042“». Так что у меня появился шанс претендовать на некий сомнительный приоритет.

## Переводы
В 1987 году Р. Лури перевёл книгу на английский язык.